# Open Graves
Open Graves è un film horror del 2009 diretto da Álvaro de Armiñán.

## Trama
Un gruppo di fanatici surfisti, Erica, Jason, Miguel e Tamas, trovano un misterioso gioco che si rivelerà poi essere un antico manufatto satanico dai terribili poteri. Chiunque giochi a "MAMBA" e perde, muore, perché il gioco reclama una vita ad ogni partita.

## Date di uscita internazionali
- Stati Uniti d'America: Open Graves, 19 settembre 2009
- Spagna: Tumbas abiertas (Open Graves), 7 settembre 2009
- Giappone: Final Death Game, 7 novembre 2009
- Germania: Open Graves, 8 dicembre 2009 (Uscita in DVD)
- Italia: Open Graves, 15 febbraio 2010 (Uscita in DVD)
- Regno Unito: Open Graves, 15 febbraio 2010 (Uscita in DVD)
- Argentina: Tumbas abiertas, 16 febbraio 2010 (Uscita in DVD)